# Magnus Saugstrup
Magnus Saugstrup Jensen, född 12 juli 1996, är en dansk handbollsspelare som spelar för SC Magdeburg och det danska landslaget.
Vid EM 2024 blev han uttagen i All-Star Team som Bästa försvarsspelare. Han blev framröstad till MVP av Handball-Bundesliga 2023/2024.

## Meriter
Med klubblag
- EHF Champions League: 
  -  2023 med SC Magdeburg
  -  2021 med Aalborg Håndbold
- Tysk mästare: 
  -  2022 och 2024 med SC Magdeburg
- IHF Super Globe: 
  -   2021, 2022 och 2023 med SC Magdeburg
- Tyska cupen: 
  -  2024 med SC Magdeburg
  -  2022 och 2023 med SC Magdeburg
- EHF European League:
  -  2022 med SC Magdeburg
- Danska Mästerskapet:
  -  2017, 2019, 2020 och 2021 med Aalborg Håndbold
- Dansk Cupen:
  -  2018 med Aalborg Håndbold
- Danska Supercupen
  -  2019 och 2020 med Aalborg Håndbold

Med landslag
- VM 2021 i Egypten
- VM 2023 i Sverige/Polen
- OS 2020 i Tokyo
- EM 2024 i Tyskland
- EM 2022 i Ungern/Slovakien